# فرانسيس كراولي
فرانسيس كرولي (بالإنجليزية: Francis Crowley) هو سفاح أمريكي استمر في جرائمه لثلاثة شهور، وانتهت بعد تبادل لإطلاق النار الذي استمر لساعتين بينه وبين الشرطة الأمريكية في مدينة نيويورك، في السابع من شهر مايو عام 1931م. شهدت هذه الحادثة أكثر من 15,000 متجمع وأصبحت حديث الشارع الأمريكي، لكن لم يمض الكثير من الوقت حتى تم إعدام كرولي عام 1932 في مدينة نيويورك بواسطة الصعق بالجهاز الكهربائي.